# Sân bay quốc tế Kortrijk-Wevelgem
Sân bay quốc tế Courtrai (IATA: KJK, ICAO: EBKT) là một sân bay ở Bỉ, một phần ở thị xã Wevelgem và cũng ở Bissegem, một phần của thành phố Courtrai. Sân bay này chủ yếu được các chuyến bay công vụ sử dụng. Một trong những hãng hàng không chính sử dụng sân bay này là Abelag Aviation. Theo số liệu của trang mạng chính thức sân bay, mỗi năm có khoảng 100.000 người sử dụng sân bay này.
Sân bay này được Đức xây dựng năm 1916 trong thời kỳ đệ nhất thế chiến.